# ARWEN 37
Pour les articles homonymes, voir Arwen (homonymie).

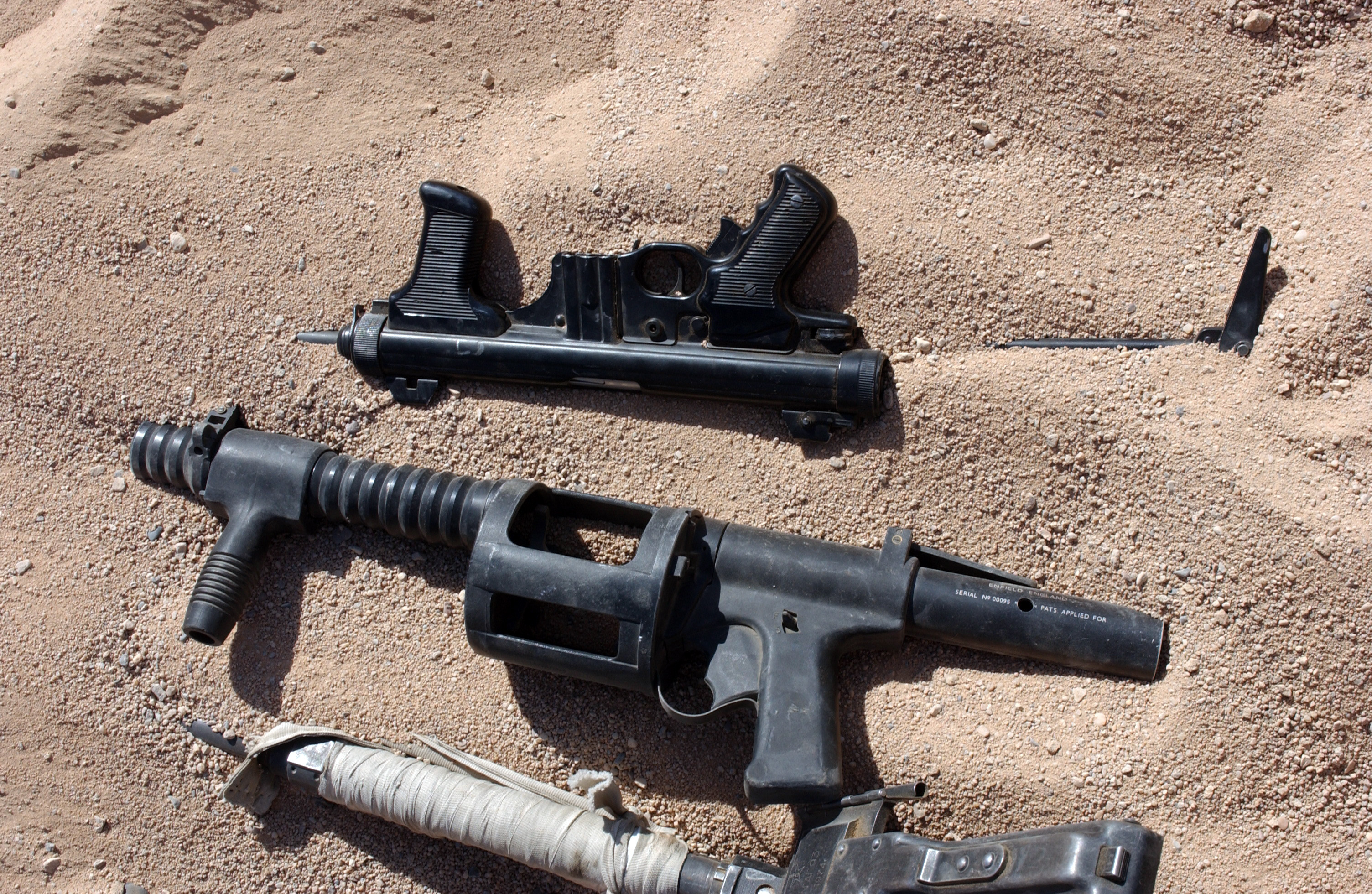
ARWEN 37 (au centre).

Le Anti Riot Weapon ENfield 37, ou ARWEN 37, est une arme non létale de type lance-grenades. Elle lance des projectiles de 37 mm et possède un barillet de cinq coups. Le ARWEN 37 est généralement utilisé comme arme anti-émeute.
L'arme est créée en 1977 par la Royal Small Arms Factory (RSAF) à la suite de la demande d'une arme anti-émeute à plusieurs coups par les forces armées britanniques. Trois prototypes sont ainsi créés, l'un semi-automatique, un autre à barillet et un dernier à pompe (en). À la fin des tests, le modèle à barillet est mis en production.
En 2001, les brevets et marques de commerce d'ARWEN appartiennent à la Police Ordnance Company Inc., dont le siège social est situé à Markham, en Ontario.